# 小行星8426
小行星8426（英語：8426）是一颗围绕太阳公转的小行星。1997年9月16日，北京天文台施密特CCD小行星计划在兴隆县发现了此天体。
这颗小行星的绝对星等为207.9609777981001等。